# Amt Hüttener Berge
Das Amt Hüttener Berge ist ein Amt im Kreis Rendsburg-Eckernförde, Schleswig-Holstein mit Verwaltungssitz in Groß Wittensee, in den Gemeinden Borgstedt und Owschlag gibt es eine Nebenstelle.

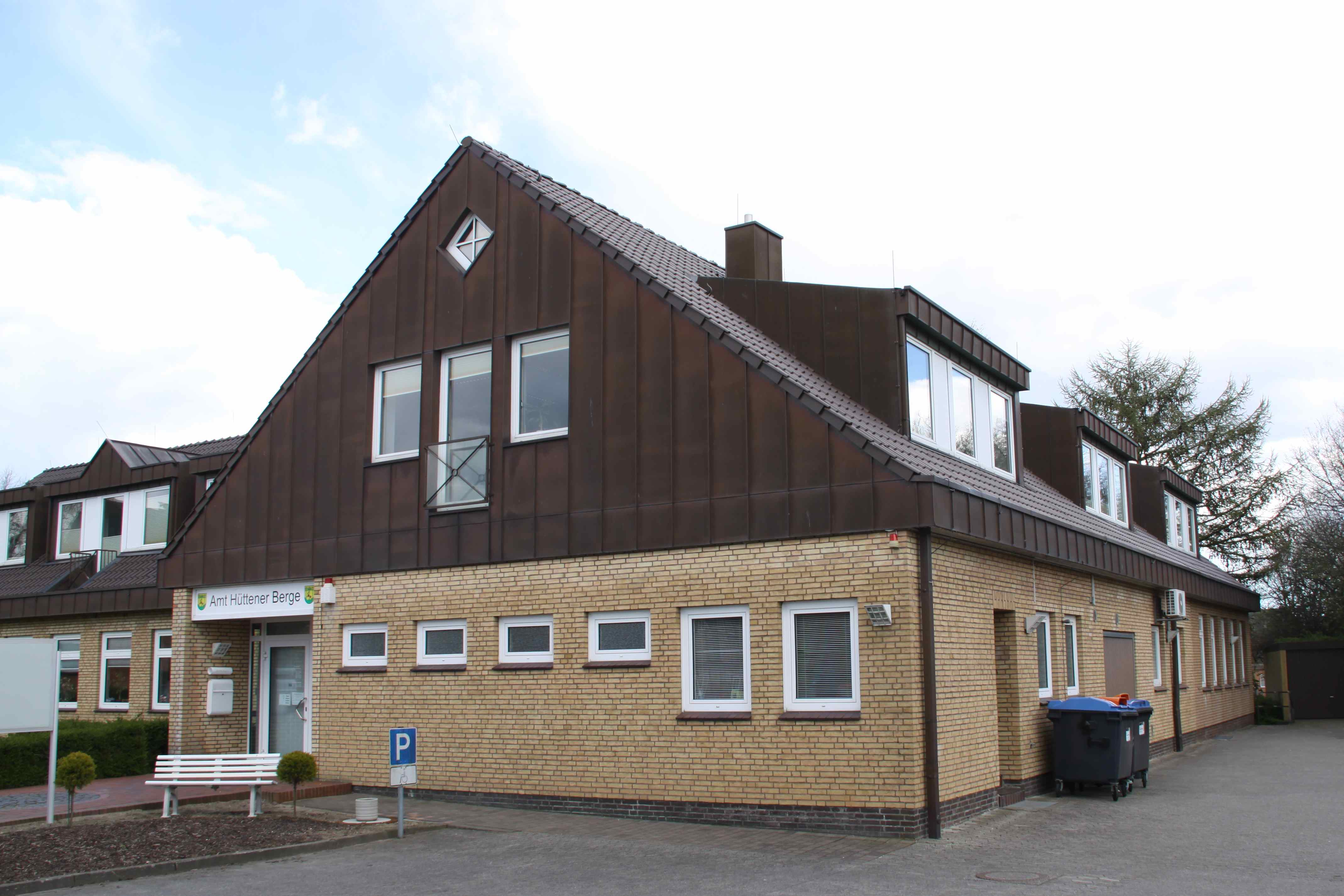
Das Verwaltungsgebäude in Groß Wittensee

## Amtsangehörige Gemeinden
1. Ahlefeld-Bistensee
2. Ascheffel
3. Borgstedt
4. Brekendorf
5. Bünsdorf
6. Damendorf
7. Groß Wittensee
8. Haby
9. Holtsee
10. Holzbunge
11. Hütten
12. Klein Wittensee
13. Neu Duvenstedt
14. Osterby
15. Owschlag
16. Sehestedt

## Geographische Lage
Das Amt liegt im Nordwesten des Kreises Rendsburg-Eckernförde und grenzt im Nordwesten an den Kreis Schleswig-Flensburg, im Nordosten an das Amt Schlei-Ostsee, im Osten an das Amt Dänischer Wohld im Süden an den Nord-Ostsee-Kanal und im Westen an die Stadt Büdelsdorf und das Amt Fockbek.

## Geschichte
Das Amt entstand zum 1. Januar 2008 aus den Gemeinden der bisherigen Ämter Hütten und Wittensee.
Zum 1. März 2008 fusionierten die bis dahin selbständigen Gemeinden Ahlefeld und Bistensee zur Gemeinde Ahlefeld-Bistensee.

## Wappen
Blasonierung: „In Gold, wurzelnd in drei grünen Hügeln, von denen der mittlere erniedrigt ist, drei hohe grüne Eichbäume. Zwischen den Stämmen ein springender roter Hirsch.“
Das Wappen wurde vom Amt Hütten übernommen.

## Landschaft
Im Bereich des Amtes liegen die Hüttener Berge, ein Naturpark, der durch die von der letzten Eiszeit hinterlassenen Grund- und Endmoränen geprägt ist. Dagegen liegen die Gemeinden Owschlag und Brekendorf auf der ebeneren Geest.